# Hyadina nigrifacies
Hyadina nigrifacies är en tvåvingeart som beskrevs av Ichiro Miyagi 1977. Hyadina nigrifacies ingår i släktet Hyadina och familjen vattenflugor. Inga underarter finns listade i Catalogue of Life.